# Johnny Hayes
John „Johnny” Joseph Hayes (ur. 10 kwietnia 1886 w Nowym Jorku, zm. 25 sierpnia 1965 w Englewood w stanie New Jersey) – amerykański lekkoatleta maratończyk, mistrz olimpijski z Londynu.
Urodził się w rodzinie imigrantów z Irlandii. Rozpoczął karierę lekkoatletyczna zajęciem 5. miejsca w Maratonie Bostońskim w 1906. W następnym roku zajął 3. miejsce w Maratonie Bostońskim oraz wygrał Yonkers Marathon. W 1908 był drugi w Maratonie Bostońskim.
Na igrzyskach olimpijskich w 1908 w Londynie bieg maratoński był po raz pierwszy rozgrywany na dystansie 42 195 m. Start był pod zamkiem w Windsorze, a meta na White City Stadium. Na stadion jako pierwszy wbiegł Włoch Dorando Pietri, ale wyczerpany pomylił kierunki, kilkakrotnie upadał i wreszcie przekroczył linię mety z pomocą sędziów. Hayes ukończył bieg na drugim miejscu 30 sekund po Pietrim, bez niczyjej pomocy. Po proteście ekipy amerykańskiej Pietri został zdyskwalifikowany za otrzymanie niedozwolonej pomocy, a Hayes ogłoszony mistrzem olimpijskim.

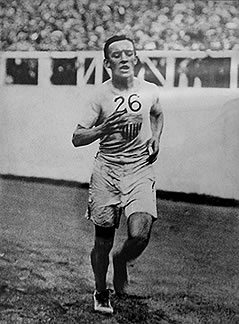
Hayes kończy maraton na igrzyskach w Londynie

Po igrzyskach olimpijskich Hayes i Pietri rywalizowali w płatnych biegach organizowanych w Stanach Zjednoczonych. Pietri wygrał 25 listopada 1908 w Madison Square Garden w Nowym Jorku, a także 15 marca 1909.
Hayes później był trenerem lekkoatletycznym. Przygotowywał olimpijską ekipę Stanów Zjednoczonych przed igrzyskami olimpijskimi w 1912 w Sztokholmie.
Po igrzyskach w Londynie nowojorski dom towarowy Bloomingdales umieścił na fasadzie wielkie zdjęcia Hayesa i ogłosił, że był on pracownikiem działu sportowego, który trenował na torze umieszczonym na dachu domu towarowego. Po zwycięstwie Hayes awansował na stanowisko kierownika działu sportowego. W rzeczywistości Hayes nie pracował nigdy w Bloomingdales ani nie trenował na dachu domu towarowego. Pobierał pieniądze z tej firmy i za nie trenował na stadionie.